# آذرفرنبغ (شاه میشان)
آذرفرنبغ (پارسی میانه: Ādur-Farrōbay) یکی از نجیب‌زادگان ساسانی در سده سوم میلادی در زمان حکومت نرسه و شاه میشان بود.

## زندگی

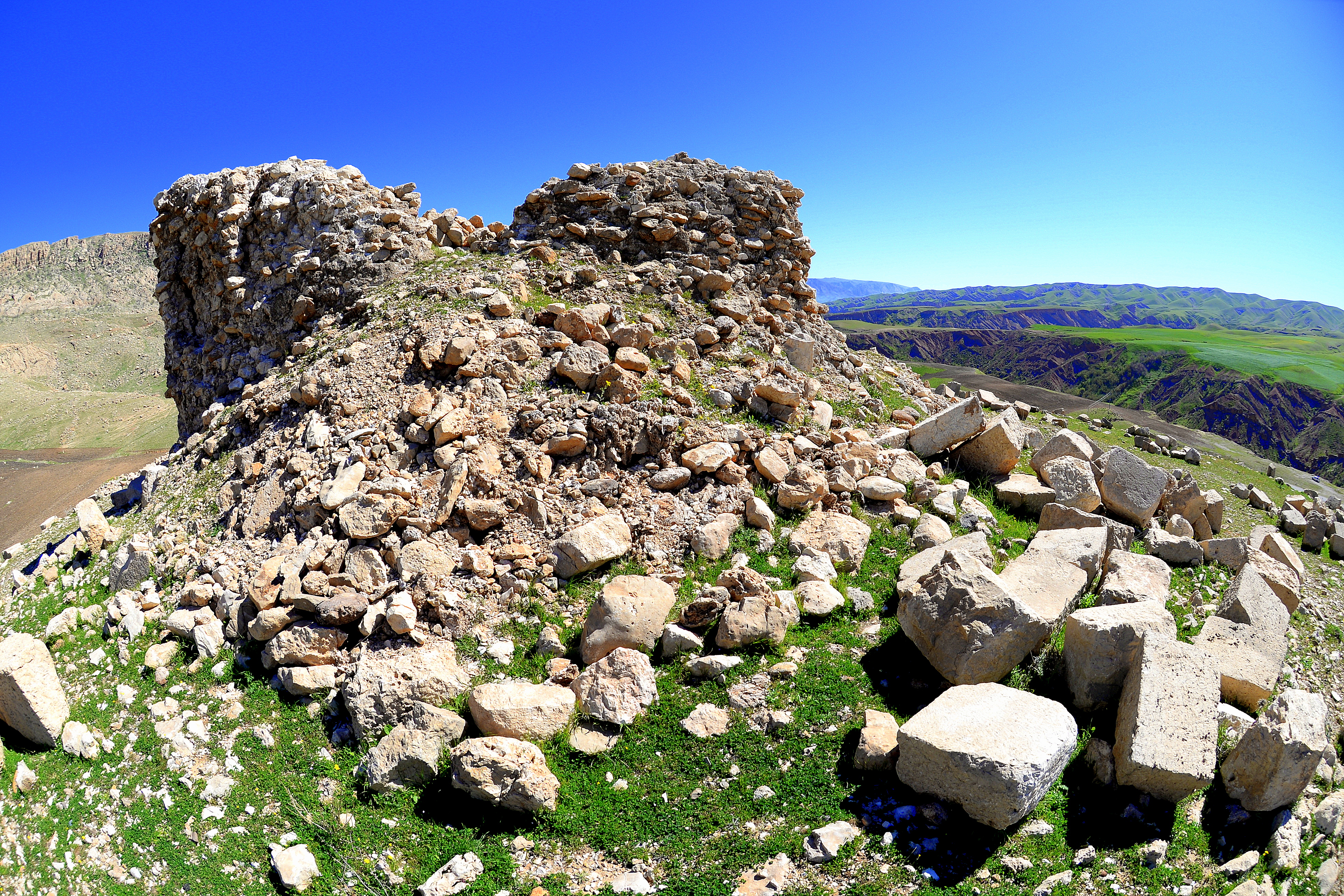
برج پایکولی که سنگ‌نوشته نرسه بر آن نوشته شده‌است

از آذرفرنبغ در سنگ‌نوشته پایکولی به عنوان شاه میشان یاد شده‌است. او از پشتیبانان بهرام سوم در رسیدن به تاج‌وتخت بود و در پی شورش نرسه از فرمانداری میشان برکنار شد. پوران فرخزاد از آذرفرنبغ به عنوان فرزند شاپور میشانشاه و دینگ یاد می‌کند اما سیروس نصرالله‌زاده این فرضیه را رد می‌کند و هویت و تبار او را ناشناخته می‌داند.